# Dorstenia gigas
Espèce
Classification phylogénétique
Statut de conservation UICN

 NT  : Quasi menacé
Dorstenia gigas, ou figuier de Socotra, est une espèce de plantes à fleurs de la même famille que le figuier, les Moraceae.
C'est une plante succulente. On la trouve à l'état endémique sur l'île de Socotra au Yémen. Elle est généralement accrochée au sommet des falaises rocheuses de l'île, et a probablement disparu des autres parties de l'île du fait qu'elle est consommée par les chèvres à l'état sauvage sur l'île. 
Elle peut atteindre 1,20 mètre de diamètre pour 4 mètres de hauteur. Sur la partie basse du tronc se trouve un caudex.

## Liens externes

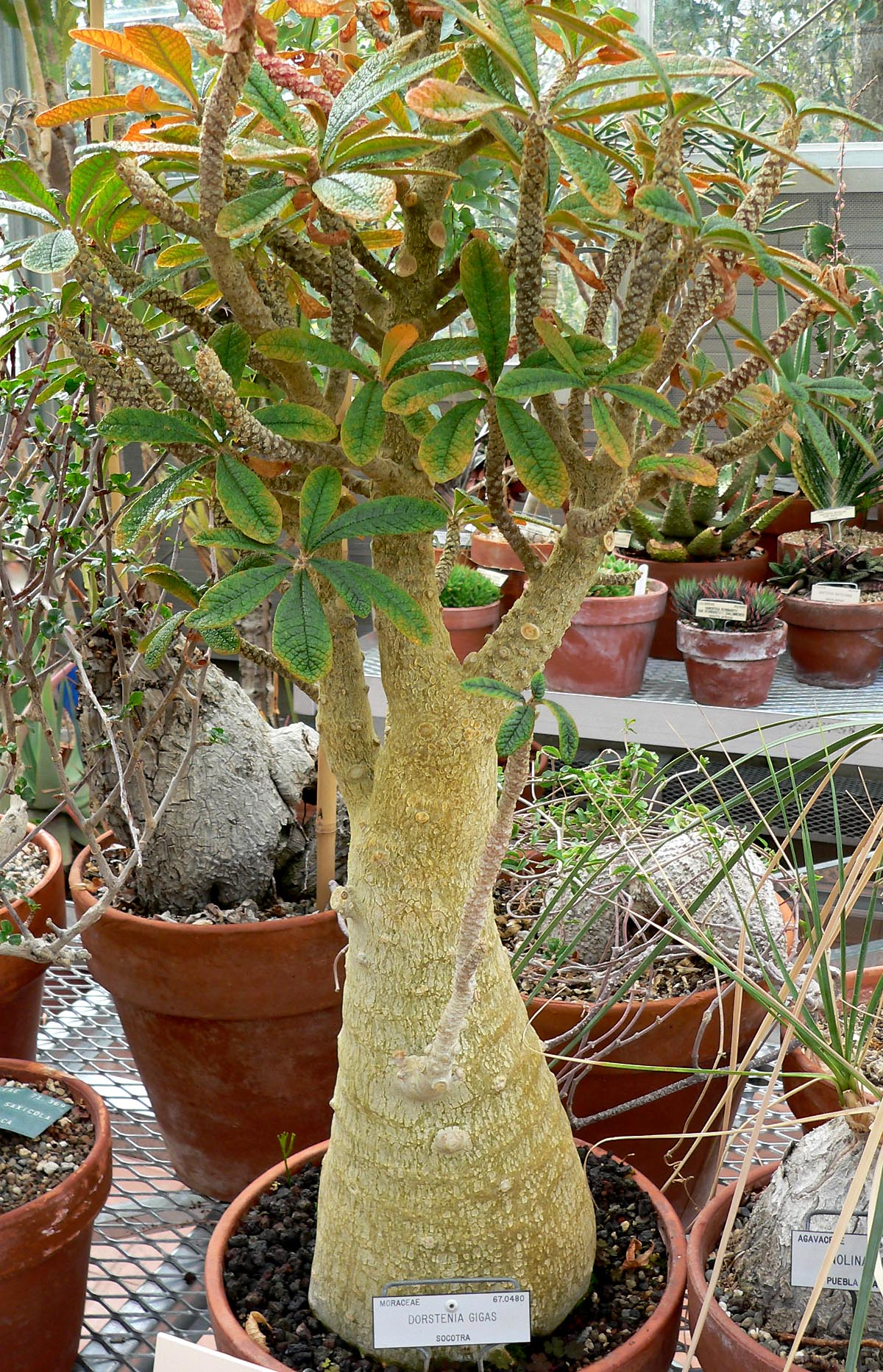
Une plante succulente de l'ile de Socotra (Yemen), ici obtenue au jardin botanique de l'université de Californie